# Salers (tổng)
Tổng Salers là một tổng thuộc tỉnh Cantal trong vùng Auvergne-Rhône-Alpes.

## Địa lý
Tổng này được tổ chức xung quanh Salers ở quận Mauriac. Độ cao khu vực này dao động từ 530 m (Anglards-de-Salers) đến 1 780 m (Le Falgoux) với độ cao trung bình 812 m.

## Hành chính
| Giai đoạn                 | Ủy viên                   | Đảng          | Tư cách                                                                    |
| ------------------------- | ------------------------- | ------------- | -------------------------------------------------------------------------- |
| 1949                      | Jules Wattez              | SFIO          |                                                                            |
| 1949-1955                 | Augustin Chauvet          | UDSR          | Anglards-de-Salers derồi đến 1947                                          |
| 1986-1992                 | Jean Descoeur             |               |                                                                            |
| 22-1995                   | Jean Descoeur             | UDF           | Qua đời khi đang tại nhiệm                                                 |
| 1995-1998                 | Michèle Célarier-Descoeur | UDF           | Thị trưởng Salers                                                          |
| 1998-2004                 | Michèle Célarier-Descoeur | UDF           | Thị trưởng Salers                                                          |
| 21 Được bầu vòng đầu tiên | Bruno Faure               | Divers droite | Chủ tịch Cộng đồng các xã Pays de Salers Thị trưởng Saint-Projet-de-Salers |

## Các đơn vị trực thuộc
Tổng Salers gồm 12 xã với dân số 3 607 người (điều tra dân số năm 1999, dân số không tính trùng)
| Xã                      | Dân số | Mã bưu chính | Mã insee |
| ----------------------- | ------ | ------------ | -------- |
| Anglards-de-Salers      | 755    | 15380        | 15006    |
| Le Falgoux              | 193    | 15380        | 15066    |
| Le Fau                  | 37     | 15140        | 15067    |
| Fontanges               | 241    | 15140        | 15070    |
| Saint-Bonnet-de-Salers  | 330    | 15140        | 15174    |
| Saint-Chamant           | 280    | 15140        | 15176    |
| Saint-Martin-Valmeroux  | 911    | 15140        | 15202    |
| Saint-Paul-de-Salers    | 147    | 15140        | 15205    |
| Saint-Projet-de-Salers  | 117    | 15140        | 15208    |
| Saint-Vincent-de-Salers | 108    | 15380        | 15218    |
| Salers                  | 401    | 15140        | 15219    |
| Le Vaulmier             | 87     | 15380        | 15249    |

## Biến động dân số
| 1962                                                     | 1968  | 1975  | 1982  | 1990  | 1999  |
| -------------------------------------------------------- | ----- | ----- | ----- | ----- | ----- |
| 5 522                                                    | 6 258 | 5 254 | 4 425 | 4 165 | 3 607 |
| Nombre retenu à partir de 1962 : dân số không tính trùng |       |       |       |       |       |